# Kommunale

Logo der KOMMUNALE

Die Kommunale (Eigenschreibweise: KOMMUNALE) in Nürnberg umfasst eine bundesweite Fachmesse sowie einen Kongress, welche sich rund um den Kommunalbedarf drehen. Die NürnbergMesse GmbH veranstaltet die Messe, der begleitende Kongress wird vom Bayerischen Gemeindetag (BayGT) durchgeführt.
Seit 1999 findet die Kommunale im zweijährigen Turnus auf dem Gelände der NürnbergMesse GmbH, statt.

## Themen der Aussteller
Das Fachangebot der Kommunale deckt das ganze Spektrum des Kommunalbedarfs ab, darunter:
- IT, Kommunikation und Bürobedarf
- Energie, Wasserversorgung
- Entsorgung, Verwertung, Klima- und Umweltschutz
- Marketing und Tourismus
- Öffentlicher Raum
- Verkehr
- Verwaltung und Finanzdienstleistungen
- Arbeits- und Personenschutz
- Nutzfahrzeuge
- Fachverlage und -literatur
- Verbände und Organisationen
- Soziale Dienste
- Nachhaltigkeit

## Rahmenprogramm
Begleitet wird die Fachmesse nicht nur von einem Kongressprogramm, sondern auch von Foren und einem IT-Talk der Kommunen. Das Rahmenprogramm der Kommunale liefert Wissen über aktuelle und zukünftige Herausforderungen sowie innovative Lösungsvorschläge in sämtlichen kommunalen Bereichen.
Der Kongress des Bayerischen Gemeindetags ist Plattform für alle, die kommunale Entwicklung mitgestalten. Das Programm dreht sich um aktuelle kommunalpolitische Themen. Politiker wie Horst Seehofer, Joachim Herrmann oder Markus Söder zählten bereits zu den Teilnehmern des Kongresses.

### Ausstellerfachforen
Hier stellen Unternehmen ihre Informationen und Erfahrungen als Best-Practice-Beispiele vor.
2017 und 2019 gab es auf der Fachmessen das Schwerpunktthema IT mit Gesprächsrunden und  Preisen zu den Themen IT-Sicherheit, Datenschutz, eGovernment und kommunale IT gab.
Im Jahr 2019 umfasste die Kommunale rund 390 Aussteller und über 4.600 Besucher.